# 大塩駅
大塩駅（おおしおえき）は、兵庫県姫路市大塩町字宮前にある、山陽電気鉄道本線の駅。駅番号はSY 35。「姫路大学前」の副駅名が付く。

## 歴史
- 1923年（大正12年）8月19日：神戸姫路電気鉄道開業と同時に設置[1][3]。
- 1927年（昭和2年）4月1日：神戸姫路電気鉄道が宇治川電気により合併され、同社の駅となる。
- 1930年（昭和5年）1月15日：上下追越設備設置[1][3]。
- 1933年（昭和8年）6月6日：宇治川電気の鉄道部門が分離され、山陽電気鉄道の駅となる。
- 1948年（昭和23年）3月1日：戦後改めて設定された急行の停車駅となる（急行は1984年に設定消滅）。
- 1968年（昭和43年）4月7日：特急停車駅となる。
- 1987年（昭和62年）10月9日：駅舎改築[1][3]。
- 1997年（平成9年）：3番線ホームを姫路側に1両分延伸[5]。
- 2013年（平成25年）
  - 2月12日：荒井駅姫路方の神鋼前踏切において阪神梅田ゆき直通特急がトラックと接触する事故が発生する。これにより、高砂駅 - 当駅間が運休となる。
  - 2月14日：始発より通常運行に戻る。
- 2020年（令和2年）3月6日：駅近くにキャンパスを構える姫路大学が命名権を獲得し、「姫路大学前」の副駅名が付く[4][6]。
- 2021年（令和3年）12月11日：橋上駅舎化[7]。
- 2022年（令和4年）3月1日：上りホームを延伸し、ドアカット解消[8]。

## 駅構造
島式ホーム2面4線の地上駅。橋上駅舎であり、改札外通路は駅の南北自由通路も兼ねている。
改札口は神戸寄りにあり、各ホームへは階段（姫路方）とエレベーター（神戸方）で連絡している。ホーム長は上り・下りとも6両対応で、両ホームとも階段とエレベーターの間に待合室が設けられている。
元来は、上り・下り共にホームの長さは4両分程度で、ホームの北東側に駅舎があった。しかしホームの神戸方・姫路方のいずれにも直近に踏切があり、さらに2 - 4番線の神戸側には下りホームに差し掛かる形で構内踏切が設置されていたため大掛かりなホーム延伸工事が難しく、特急が編成増強により6両化した1991年4月より2022年2月末まではドアカットが実施されていた。当初は上り・下り共にドアカットを実施していたが、後に1番線側のみホーム長を姫路方へ延伸して6両分程度にまでしたため、下り列車は早々にドアカットを解消した。だが、上り3・4番線ホームについては構内踏切の関係で、3番線側で1両分を延伸するのが限度で5両分程度しかなく、上り6両編成の列車は3番線側で最後尾（姫路方）の1両がホームからはみ出して停車していた（対象となる車両のドアの窓には「上り大塩駅ではこの扉は開きません」と書かれたステッカーが貼られていたほか、山陽姫路駅の発車前での駅自動放送や、車内放送でも「前5両にご乗車下さい」の案内が行われていた）。
2019年よりドアカットの完全解消を目指して駅の改良工事が実施され、駅舎の橋上化工事が行われた。当初は2021年3月に橋上化する旨がアナウンスされたが、橋上駅舎の完成は予定よりも1年近く遅れて2021年12月となった。この改良工事により構内踏切が撤去され、その分上りホームが神戸方へ延伸されて6両分のホーム長を確保したほか、下りホームも2番線側にあった構内踏切に通じる階段の切り欠きがなくなっている。
駅南側に保守車両留置用の側線があった（かつては、この側線には貨物ホームが併設されていた）が、駅の改良工事に伴い、2019年に踏切を挟んだ駅の東側に移設された。

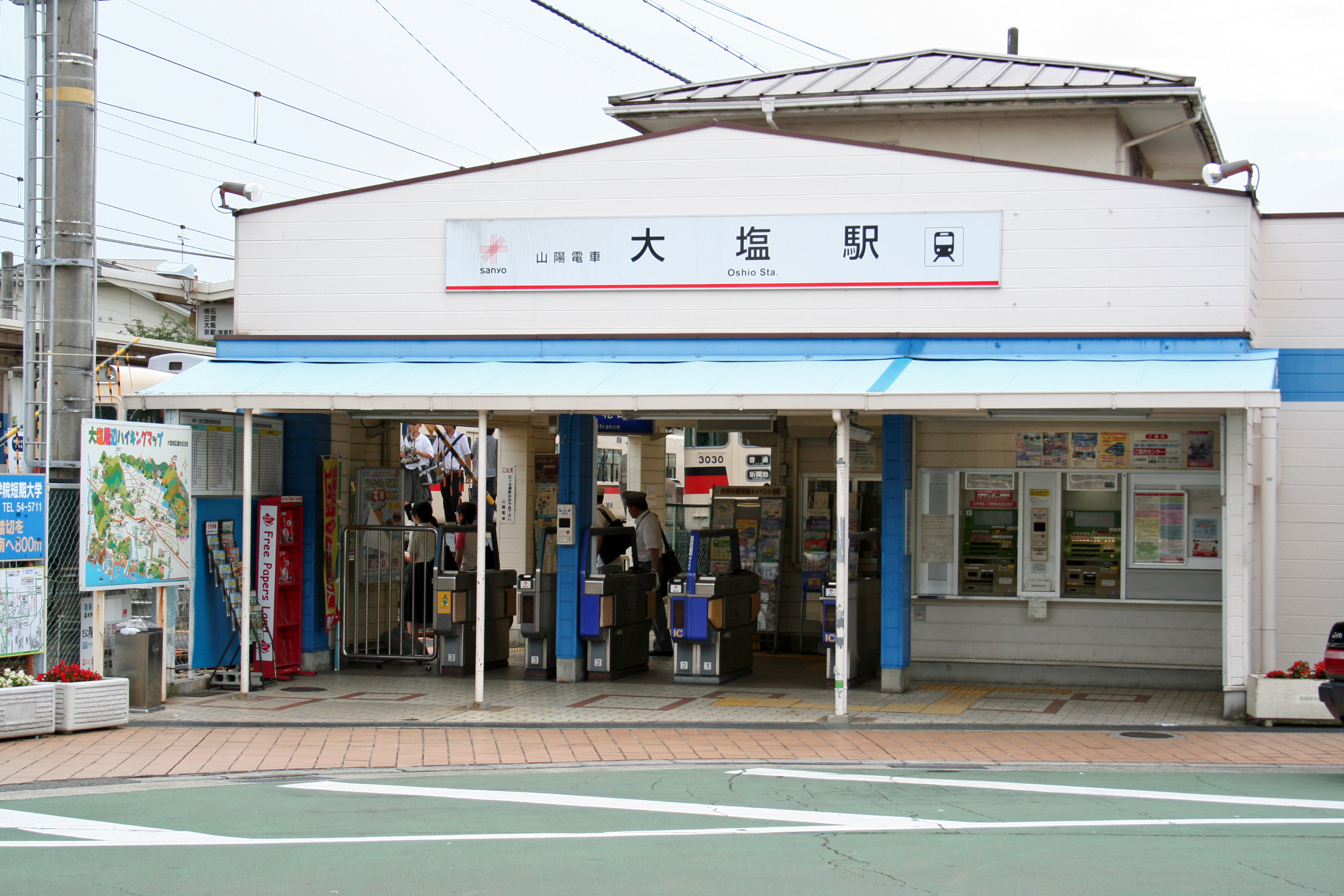
旧駅舎（2010年7月）
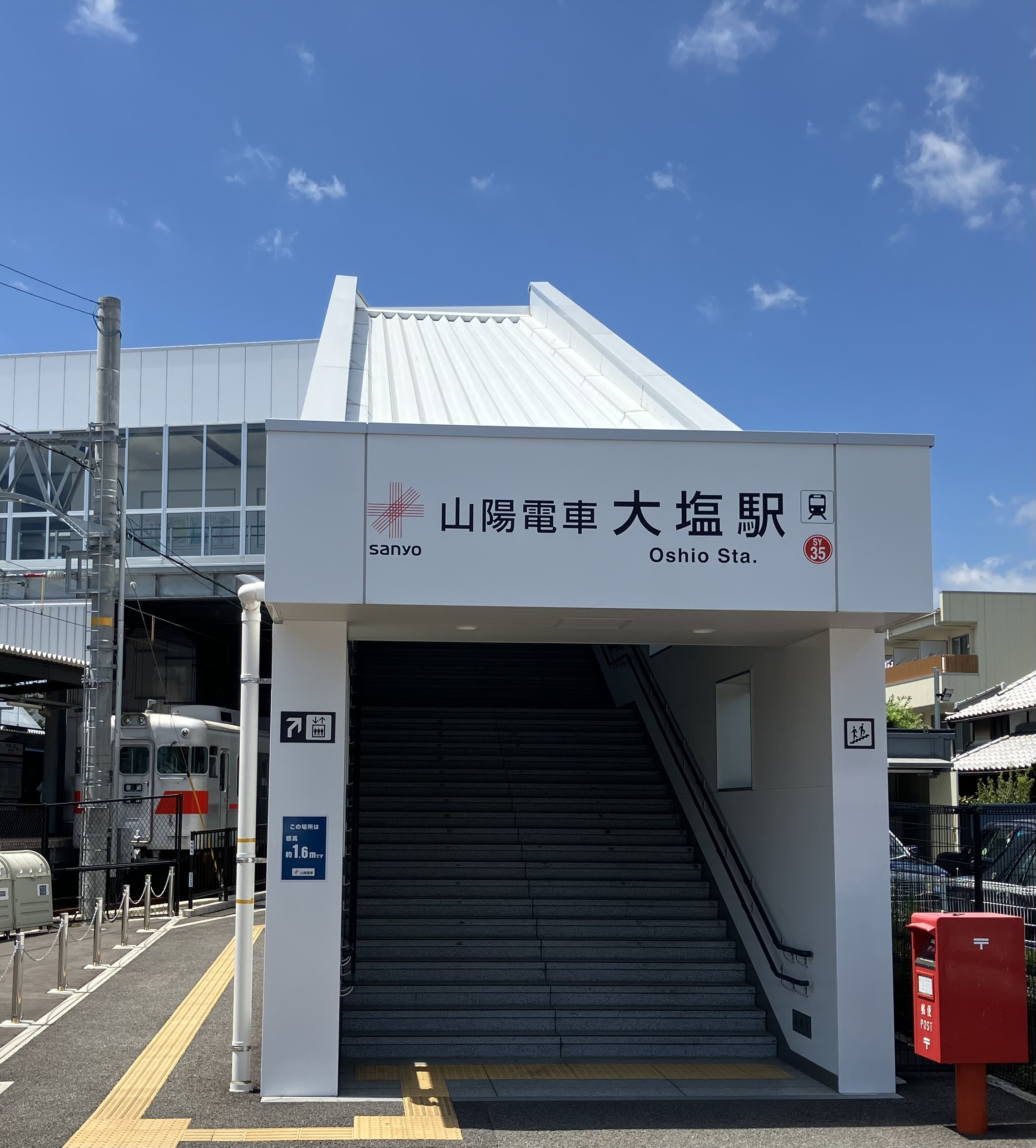
北口（2024年8月）

### のりば
| 1・2 | 本線 | 下り | 飾磨・姫路・網干方面 |
| 3・4 | 本線 | 上り | 明石・三宮・梅田方面 |

- 1番線･2番線から明石方面への発車も可能で、実際に2009年3月19日以前は1番線で折り返して発車する当駅始発の上り列車（S特急）も設定されていた。またかつて設定されていた当駅（大塩）止まりの直通特急と山陽特急は1番線到着後、東二見車庫まで折り返し回送していた。

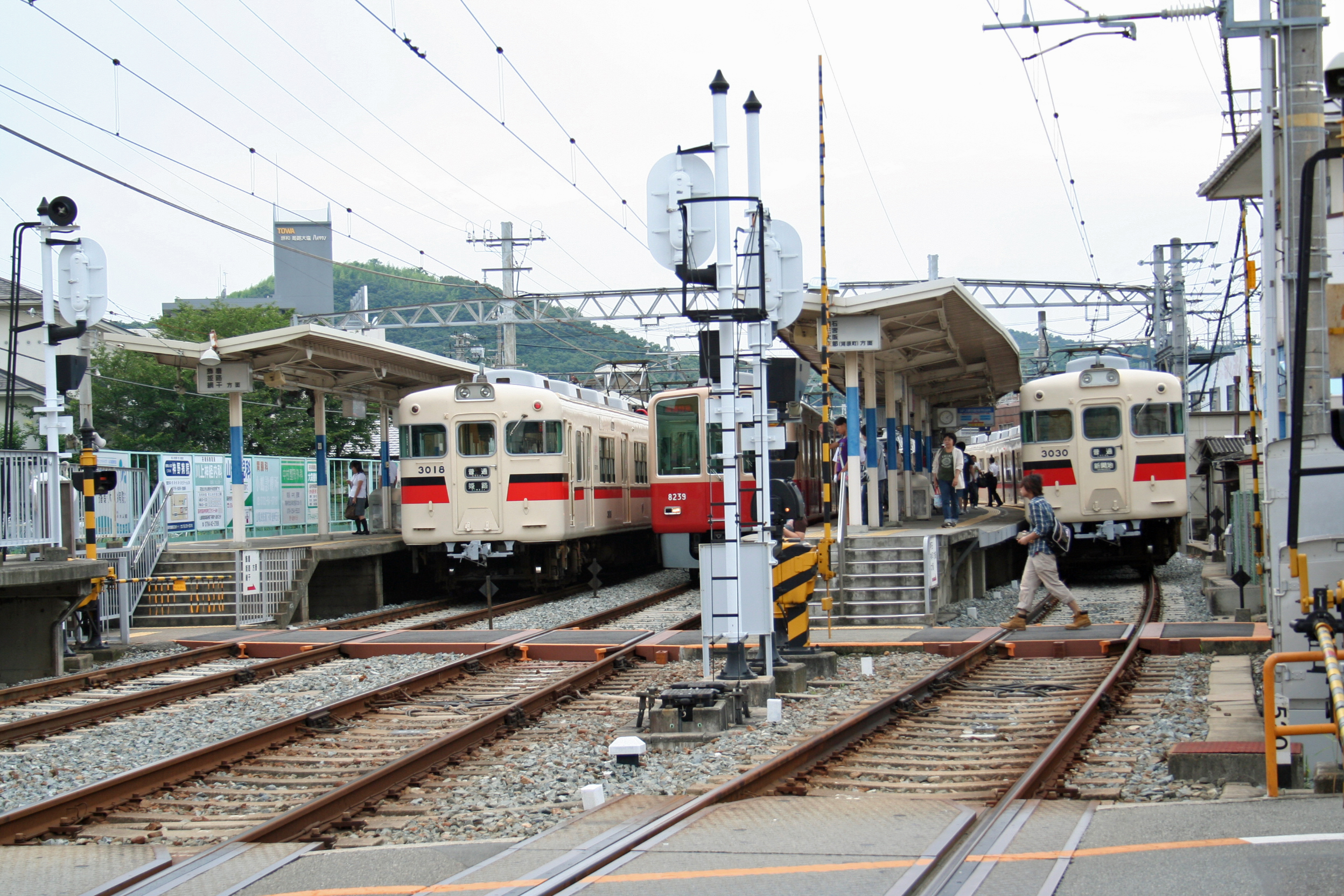
かつてあった構内踏切。2番線（下り姫路方面行き待避線ホーム）に差し掛かる形で設置されていた。
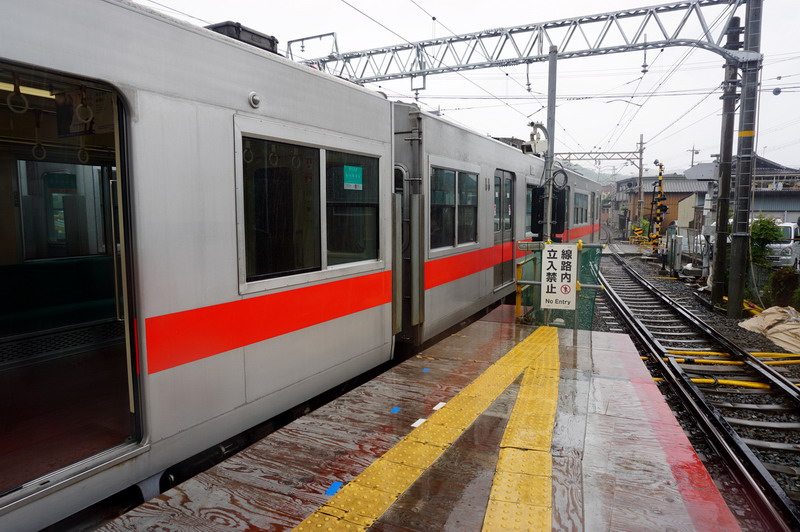
姫路寄り1両をドアカットしていた当時の上り直通特急
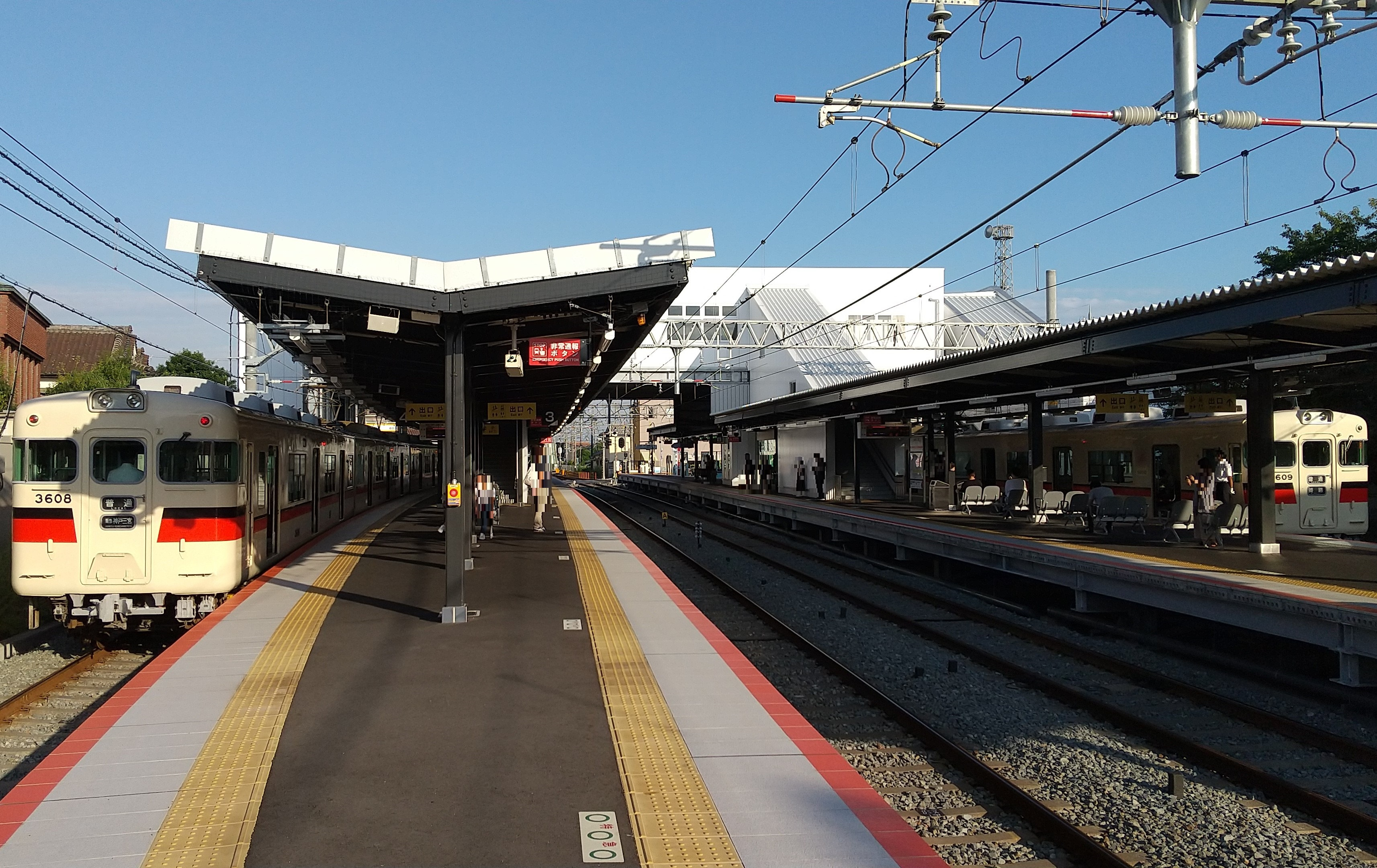
橋上駅舎化後のホーム

## 利用状況
乗降者数 4,766人（2008年11月11日調査）
山陽特急一部停車駅の荒井駅より利用者が少ない。また、明石以西の特急停車駅では最少の値である。
以下に各年の乗車人員を示す。

### 昭和・平成
| 昭和・平成 | 昭和・平成   | 昭和・平成   | 昭和・平成   | 昭和・平成      | 昭和・平成      | 昭和・平成      | 昭和・平成      | 昭和・平成 | 昭和・平成 | 昭和・平成 | 昭和・平成 | 昭和・平成 | 昭和・平成 |
| 年度       | 乗車人員総数 | 乗車人員総数 | 乗車人員総数 | 内 定期利用者数 | 内 定期利用者数 | 内 定期利用者数 | 内 定期利用者数 | 出典       | 出典       | 出典       | 出典       | 出典       | 出典       |
| 年度       | 人/日        | 増減         | 順位         | 人/日           | 増減            | 利用率          | 順位            | 神         | 明         | 播         | 加         | 高         | 姫         |
| ---------- | ------------ | ------------ | ------------ | --------------- | --------------- | --------------- | --------------- | ---------- | ---------- | ---------- | ---------- | ---------- | ---------- |
| 1959(S34)  | 1,421        |              |              |                 |                 |                 |                 |            |            |            |            |            | [ 姫 1 ]   |
| 1960(S35)  | 2,883        | 102.91%      |              |                 |                 |                 |                 |            |            |            |            |            | [ 姫 2 ]   |
| 1961(S36)  | 3,067        | 6.38%        |              |                 |                 |                 |                 |            |            |            |            |            | [ 姫 3 ]   |
| 1962(S37)  | 3,180        | 3.66%        |              |                 |                 |                 |                 |            |            |            |            |            | [ 姫 4 ]   |
| 1963(S38)  | 3,115        | -2.03%       |              |                 |                 |                 |                 |            |            |            |            |            | [ 姫 5 ]   |
| 1964(S39)  | 3,386        | 8.71%        |              |                 |                 |                 |                 |            |            |            |            |            | [ 姫 6 ]   |
| 1965(S40)  | 3,534        | 4.37%        |              |                 |                 |                 |                 |            |            |            |            |            | [ 姫 7 ]   |
| 1966(S41)  | 3,527        | -0.21%       |              |                 |                 |                 |                 |            |            |            |            |            | [ 姫 8 ]   |
| 1967(S42)  | 3,543        | 0.46%        |              |                 |                 |                 |                 |            |            |            |            |            | [ 姫 8 ]   |
| 1968(S43)  | 3,665        | 3.43%        |              |                 |                 |                 |                 |            |            |            |            |            | [ 姫 9 ]   |
| 1969(S44)  | 3,827        | 4.42%        |              |                 |                 |                 |                 |            |            |            |            |            | [ 姫 10 ]  |
| 1970(S45)  | 3,828        | 0.03%        |              |                 |                 |                 |                 |            |            |            |            |            | [ 姫 11 ]  |
| 1971(S46)  | 3,776        | -1.34%       |              |                 |                 |                 |                 |            |            |            |            |            | [ 姫 12 ]  |
| 1972(S47)  | 3,917        | 3.73%        |              |                 |                 |                 |                 |            |            |            |            |            | [ 姫 13 ]  |
| 1973(S48)  | 3,837        | -2.06%       |              |                 |                 |                 |                 |            |            |            |            |            | [ 姫 13 ]  |
| 1974(S49)  | 3,850        | 0.34%        |              |                 |                 |                 |                 |            |            |            |            |            | [ 姫 14 ]  |
| 1975(S50)  | 3,829        | -0.54%       |              |                 |                 |                 |                 |            |            |            |            |            | [ 姫 15 ]  |
| 1976(S51)  | 4,437        | 15.86%       |              |                 |                 |                 |                 |            |            |            |            |            | [ 姫 16 ]  |
| 1977(S52)  | 3,734        | -15.84%      |              |                 |                 |                 |                 |            |            |            |            |            | [ 姫 17 ]  |
| 1978(S53)  | 3,563        | -4.58%       | 17/48        |                 |                 |                 |                 | [ 神 1 ]   | [ 明 1 ]   | [ 播 1 ]   | [ 加 1 ]   | [ 高 1 ]   | [ 姫 17 ]  |
| 1979(S54)  | 3,652        | 2.49%        | 15/48        | 2,599           |                 | 71.16%          |                 | [ 神 1 ]   | [ 明 2 ]   | [ 播 1 ]   | [ 加 1 ]   | [ 高 1 ]   | [ 姫 18 ]  |
| 1980(S55)  | 3,641        | -0.30%       | 15/48        | 2,591           | -0.30%          | 71.16%          |                 | [ 神 1 ]   | [ 明 3 ]   | [ 播 1 ]   | [ 加 1 ]   | [ 高 1 ]   | [ 姫 18 ]  |
| 1981(S56)  | 3,593        | -1.31%       | 17/48        | 2,524           | -2.58%          | 70.24%          |                 | [ 神 1 ]   | [ 明 4 ]   | [ 播 2 ]   | [ 加 2 ]   | [ 高 1 ]   | [ 姫 18 ]  |
| 1982(S57)  | 3,517        | -2.11%       | 19/48        | 2,470           | -2.13%          | 70.23%          |                 | [ 神 2 ]   | [ 明 5 ]   | [ 播 2 ]   | [ 加 2 ]   | [ 高 2 ]   | [ 姫 18 ]  |
| 1983(S58)  | 3,423        | -2.68%       | 17/48        | 2,352           | -4.78%          | 68.71%          |                 | [ 神 2 ]   | [ 明 5 ]   | [ 播 2 ]   | [ 加 2 ]   | [ 高 3 ]   | [ 姫 18 ]  |
| 1984(S59)  | 3,251        | -5.02%       | 17/48        | 2,279           | -3.10%          | 70.10%          |                 | [ 神 2 ]   | [ 明 5 ]   | [ 播 2 ]   | [ 加 2 ]   | [ 高 3 ]   | [ 姫 19 ]  |
| 1985(S60)  | 3,015        | -7.25%       | 17/48        | 2,172           | -4.71%          | 72.02%          |                 | [ 神 2 ]   | [ 明 5 ]   | [ 播 2 ]   | [ 加 2 ]   | [ 高 3 ]   | [ 姫 19 ]  |
| 1986(S61)  | 3,001        | -0.47%       | 16/48        | 2,163           | -0.40%          | 72.07%          |                 | [ 神 2 ]   | [ 明 5 ]   | [ 播 2 ]   | [ 加 3 ]   | [ 高 3 ]   | [ 姫 19 ]  |
| 1987(S62)  | 2,938        | -2.09%       | 16/48        | 2,112           | -2.34%          | 71.88%          |                 | [ 神 3 ]   | [ 明 6 ]   | [ 播 2 ]   | [ 加 3 ]   | [ 高 3 ]   | [ 姫 19 ]  |
| 1988(S63)  | 3,186        | 8.44%        | 15/48        | 2,296           | 8.69%           | 72.05%          |                 | [ 神 3 ]   | [ 明 6 ]   | [ 播 2 ]   | [ 加 3 ]   | [ 高 3 ]   | [ 姫 20 ]  |
| 1989(H01)  | 3,165        | -0.68%       |              | 2,302           | 0.25%           | 72.72%          |                 | [ 神 3 ]   | [ 明 6 ]   | [ 播 2 ]   | [ 加 3 ]   | [ 高 4 ]   | [ 姫 20 ]  |
| 1990(H02)  | 3,182        | 0.54%        | 16/48        | 2,327           | 1.09%           | 73.12%          |                 | [ 神 3 ]   | [ 明 6 ]   | [ 播 3 ]   | [ 加 3 ]   | [ 高 4 ]   | [ 姫 20 ]  |
| 1991(H03)  | 3,216        | 1.06%        |              | 2,251           | -3.25%          | 70.00%          |                 | [ 神 3 ]   | [ 明 7 ]   | [ 播 3 ]   | [ 加 4 ]   | [ 高 4 ]   | [ 姫 20 ]  |
| 1992(H04)  | 3,376        | 4.99%        | 16/48        | 2,228           | -1.02%          | 65.99%          |                 | [ 神 4 ]   | [ 明 7 ]   | [ 播 4 ]   | [ 加 4 ]   | [ 高 4 ]   | [ 姫 20 ]  |
| 1993(H05)  | 3,398        | 0.63%        | 16/48        | 2,175           | -2.36%          | 64.02%          |                 | [ 神 4 ]   | [ 明 7 ]   | [ 播 4 ]   | [ 加 4 ]   | [ 高 5 ]   | [ 姫 21 ]  |
| 1994(H06)  | 3,290        | -3.16%       | 14/48        | 2,107           | -3.12%          | 64.05%          |                 | [ 神 4 ]   | [ 明 7 ]   | [ 播 4 ]   | [ 加 4 ]   | [ 高 5 ]   | [ 姫 21 ]  |
| 1995(H07)  | 3,186        | -3.17%       | 14/48        | 1,987           | -5.70%          | 62.38%          |                 | [ 神 4 ]   | [ 明 7 ]   | [ 播 4 ]   | [ 加 5 ]   | [ 高 5 ]   | [ 姫 21 ]  |
| 1996(H08)  | 3,124        | -1.95%       | 15/48        | 1,903           | -4.26%          | 60.91%          |                 | [ 神 4 ]   | [ 明 8 ]   | [ 播 4 ]   | [ 加 5 ]   | [ 高 5 ]   | [ 姫 21 ]  |
| 1997(H09)  | 3,025        | -3.15%       | 15/48        | 1,849           | -2.84%          | 61.10%          |                 | [ 神 5 ]   | [ 明 8 ]   | [ 播 4 ]   | [ 加 5 ]   | [ 高 6 ]   | [ 姫 21 ]  |
| 1998(H10)  | 2,896        | -4.27%       | 15/48        | 1,759           | -4.87%          | 60.72%          |                 | [ 神 5 ]   | [ 明 8 ]   | [ 播 4 ]   | [ 加 5 ]   | [ 高 6 ]   | [ 姫 22 ]  |
| 1999(H11)  | 2,766        | -4.49%       | 15/48        | 1,656           | -5.86%          | 59.85%          |                 | [ 神 5 ]   | [ 明 8 ]   | [ 播 4 ]   | [ 加 5 ]   | [ 高 6 ]   | [ 姫 22 ]  |
| 2000(H12)  | 2,618        | -5.34%       | 15/48        | 1,522           | -8.05%          | 58.14%          |                 | [ 神 5 ]   | [ 明 8 ]   | [ 播 4 ]   | [ 加 6 ]   | [ 高 6 ]   | [ 姫 22 ]  |
| 2001(H13)  | 2,570        | -1.84%       | 15/48        | 1,488           | -2.25%          | 57.89%          |                 | [ 神 5 ]   | [ 明 9 ]   | [ 播 5 ]   | [ 加 6 ]   | [ 高 6 ]   | [ 姫 22 ]  |
| 2002(H14)  | 2,474        | -3.74%       | 15/48        | 1,426           | -4.14%          | 57.65%          |                 | [ 神 6 ]   | [ 明 9 ]   | [ 播 5 ]   | [ 加 6 ]   | [ 高 6 ]   | [ 姫 22 ]  |
| 2003(H15)  | 2,406        | -2.76%       | 14/48        | 1,338           | -6.22%          | 55.60%          |                 | [ 神 6 ]   | [ 明 9 ]   | [ 播 5 ]   | [ 加 6 ]   | [ 高 6 ]   | [ 姫 23 ]  |
| 2004(H16)  | 2,378        | -1.16%       | 14/49        | 1,282           | -4.14%          | 53.92%          |                 | [ 神 6 ]   | [ 明 9 ]   | [ 播 5 ]   | [ 加 6 ]   | [ 高 7 ]   | [ 姫 23 ]  |
| 2005(H17)  | 2,362        | -0.70%       | 14/49        | 1,272           | -0.78%          | 53.88%          |                 | [ 神 6 ]   | [ 明 9 ]   | [ 播 5 ]   | [ 加 7 ]   | [ 高 7 ]   | [ 姫 23 ]  |
| 2006(H18)  | 2,347        | -0.60%       | 14/49        | 1,278           | 0.47%           | 54.46%          |                 | [ 神 6 ]   | [ 明 10 ]  | [ 播 5 ]   | [ 加 7 ]   | [ 高 7 ]   | [ 姫 23 ]  |
| 2007(H19)  | 2,462        | 4.87%        | 14/49        | 1,368           | 7.02%           | 55.58%          |                 | [ 神 7 ]   | [ 明 10 ]  | [ 播 6 ]   | [ 加 7 ]   | [ 高 7 ]   | [ 姫 23 ]  |
| 2008(H20)  | 2,601        | 5.67%        | 13/49        | 1,488           | 8.78%           | 57.21%          |                 | [ 神 7 ]   | [ 明 10 ]  | [ 播 6 ]   | [ 加 7 ]   | [ 高 7 ]   | [ 姫 24 ]  |
| 2009(H21)  | 2,634        | 1.27%        | 11/49        | 1,584           | 6.45%           | 60.14%          |                 | [ 神 7 ]   | [ 明 10 ]  | [ 播 6 ]   | [ 加 7 ]   | [ 高 7 ]   | [ 姫 24 ]  |
| 2010(H22)  | 2,691        | 2.14%        | 12/49        | 1,651           | 4.22%           | 61.36%          |                 | [ 神 7 ]   | [ 明 10 ]  | [ 播 6 ]   | [ 加 8 ]   | [ 高 7 ]   | [ 姫 24 ]  |
| 2011(H23)  | 2,665        | -0.96%       | 12/49        | 1,636           | -0.92%          | 61.38%          |                 | [ 神 7 ]   | [ 明 11 ]  | [ 播 6 ]   | [ 加 8 ]   | [ 高 8 ]   | [ 姫 24 ]  |
| 2012(H24)  | 2,652        | -0.47%       | 12/49        | 1,626           | -0.57%          | 61.32%          |                 | [ 神 8 ]   | [ 明 11 ]  | [ 播 6 ]   | [ 加 8 ]   | [ 高 8 ]   | [ 姫 24 ]  |
| 2013(H25)  | 2,683        | 1.17%        | 13/49        | 1,656           | 1.80%           | 61.70%          |                 | [ 神 8 ]   | [ 明 11 ]  | [ 播 7 ]   | [ 加 8 ]   | [ 高 8 ]   | [ 姫 25 ]  |
| 2014(H26)  | 2,557        | -4.72%       | 14/49        | 1,621           | -2.10%          | 63.39%          |                 | [ 神 8 ]   | [ 明 11 ]  | [ 播 7 ]   | [ 加 9 ]   | [ 高 8 ]   | [ 姫 25 ]  |
| 2015(H27)  | 2,576        | 0.74%        | 15/49        | 1,610           | -0.68%          | 62.50%          |                 | [ 神 8 ]   | [ 明 11 ]  | [ 播 7 ]   | [ 加 9 ]   | [ 高 8 ]   | [ 姫 25 ]  |
| 2016(H28)  | 2,579        | 0.13%        | 15/49        | 1,627           | 1.08%           | 63.09%          |                 | [ 神 8 ]   | [ 明 12 ]  | [ 播 7 ]   | [ 加 9 ]   | [ 高 8 ]   | [ 姫 25 ]  |
| 2017(H29)  | 2,606        | 1.05%        | 15/49        | 1,628           | 0.03%           | 62.46%          | 17/49           | [ 神 9 ]   | [ 明 12 ]  | [ 播 7 ]   | [ 加 9 ]   | [ 高 8 ]   | [ 姫 25 ]  |
| 2018(H30)  | 2,628        | 0.86%        | 16/49        | 1,620           | -0.44%          | 61.65%          | 19/49           | [ 神 9 ]   | [ 明 12 ]  | [ 播 8 ]   | [ 加 9 ]   | [ 高 9 ]   | [ 姫 26 ]  |

### 令和以降
| 令和以降  | 令和以降     | 令和以降     | 令和以降        | 令和以降        | 令和以降        | 令和以降  |
| 年度      | 乗車人員総数 | 乗車人員総数 | 内 定期利用者数 | 内 定期利用者数 | 内 定期利用者数 | 出典      |
| 年度      | 人/日        | 増減         | 人/日           | 増減            | 利用率          | 出典      |
| --------- | ------------ | ------------ | --------------- | --------------- | --------------- | --------- |
| 2019(R01) | 2,659        | 1.45%        | 1,637           | 1.29%           | 61.56%          | [ 姫 27 ] |
| 2020(R02) | 1,932        | -27.53%      | 1,251           | -23.78%         | 64.74%          | [ 姫 27 ] |
| 2021(R03) | 2,044        | 5.79%        | 1,321           | 5.59%           | 64.62%          | [ 姫 27 ] |
| 2022(R04) | 2,341        | 12.70%       | 1,490           | 11.32%          | 63.62%          | [ 姫 27 ] |

## 駅周辺
- トーホーストア大塩店(中部薬品に譲渡のため、2024年11月6日閉店予定)
- 大塩天満宮[1]
- 日笠山公園
- のじぎく自生地
- 大塩郵便局
- 養源寺
- 妙経寺
- 円龍寺
- 西光寺
- 西方寺
- 清勝寺
- 明泉寺
- 姫路市立大塩小学校
- 姫路市立大的中学校
- 高砂市立北浜小学校
- 姫路大学（旧 賢明女子学院短期大学）

## 隣の駅
山陽電気鉄道
本線
■特急・■直通特急（直通特急は下記以外）
高砂駅 (SY 31) - 大塩駅 (SY 35) - 飾磨駅 (SY 40)
■直通特急（ラッシュ時）
荒井駅 (SY 32) - 大塩駅 (SY 35) - 白浜の宮駅 (SY 38)
■S特急・■普通
山陽曽根駅 (SY 34) - 大塩駅 (SY 35) - 的形駅 (SY 36)

### 利用状況
統計データ
1. ↑  “神戸市統計書”.   神戸市. 2023年9月5日閲覧。
2. ↑  “明石市統計書”.   明石市. 2023年9月5日閲覧。
3. ↑  “播磨町統計書”.   播磨町. 2023年9月5日閲覧。
4. ↑  “加古川市統計書”.   加古川市. 2023年9月5日閲覧。
5. ↑  “高砂市統計書”.   高砂市. 2023年9月5日閲覧。
6. 1 2  “姫路市統計要覧”.   姫路市. 2023年9月5日閲覧。

神戸市統計書
1. 1 2 3 4  『第59回 神戸市統計書(昭和57年度版)』 神戸市市長室企画調整部調査統計課、昭和58年3月印刷発行(菱三印刷株式会社)、pp.163-165
2. 1 2 3 4 5  『第64回 神戸市統計書(昭和62年度版)』 神戸市市長総局企画調整部調査統計課、昭和63年3月印刷発行(菱三印刷株式会社)、pp.136-137
3. 1 2 3 4 5  『第69回 神戸市統計書(平成4年度版)』 神戸市企画調整局企画部総合計画課、平成5年3月印刷発行(菱三印刷株式会社)、pp.149-150
4. 1 2 3 4 5  『第74回 神戸市統計書(平成9年度版)』 神戸市震災復興本部総括局復興推進部企画課、平成10年3月印刷発行(交友印刷株式会社)、pp.143-144
5. 1 2 3 4 5  『第79回 神戸市統計書(平成14年度版)』 神戸市企画調整局企画調整部総合計画課、平成15年3月印刷発行(有限会社 わかばやし印刷)、pp.151-152
6. 1 2 3 4 5  『第84回 神戸市統計書(平成19年度版)』 神戸市企画調整局企画調整部総合計画課、平成20年3月印刷発行(有限会社 わかばやし印刷)、pp.127-128
7. 1 2 3 4 5  第89回神戸市統計書 平成24年度版　(9 陸上運輸・空港) 9-3.鉄道市内各駅の乗車人員（山陽電気鉄道）
8. 1 2 3 4 5  第94回神戸市統計書 平成29年度版　(9 陸上運輸・空港) 9-3.鉄道市内各駅の乗車人員（山陽電気鉄道）
9. 1 2  第96回神戸市統計書 令和元年度版　(9 陸上運輸・空港) 9-3.鉄道市内各駅の乗車人員（山陽電気鉄道）

明石市統計書
1. ↑  『昭和54年版 明石市統計書』 明石市市役所総務部企画課統計係、昭和54年12月印刷発行(明光印刷有限会社)、pp.235-236
2. ↑  『昭和55年版 明石市統計書』 明石市役所総務部企画課統計係、昭和56年3月印刷発行(明光印刷有限会社)、pp.261-262
3. ↑  『昭和56年版 明石市統計書』 明石市総務部企画課統計係、昭和57年1月印刷発行(明光印刷有限会社)、pp.261-262
4. ↑  『昭和57年版 明石市統計書』 明石市総務部企画課統計係、昭和58年3月印刷発行(明光印刷有限会社)、pp.265-266
5. 1 2 3 4 5  『明石市統計書(昭和62年版)』 明石市企画部企画課統計係、昭和63年3月印刷発行(明光印刷有限会社)、p.212
6. 1 2 3 4  『明石市統計書(平成4年版)』 兵庫県明石市企画財政部企画課統計係、平成5年3月印刷発行(株式会社 ソーエイ)、p.212
7. 1 2 3 4 5  『明石市統計書(平成8年版)』 兵庫県明石市企画財政部企画課統計係、平成9年3月印刷発行(株式会社 ソーエイ)、p.216
8. 1 2 3 4 5  『明石市統計書(平成13年版)』 兵庫県明石市総務部情報管理課統計係、平成14年3月発行、p.218　(運輸及び通信) 199. 山陽電鉄 市内各駅年度別，月別乗車人員
9. 1 2 3 4 5  『明石市統計書 平成18年版（2006年）』 兵庫県明石市総務部情報管理課統計係、平成19年3月発行、p.220　(運輸及び通信) 193. 山陽電鉄 市内各駅年度別，月別乗車人員
10. 1 2 3 4 5  『明石市統計書 平成23年版（2011年）』 兵庫県明石市総務部情報管理課統計係、平成24年3月発行、p.218　(8. 運輸及び通信) 8-2. 山陽電鉄 市内各駅月別乗車人員
11. 1 2 3 4 5  明石市統計書 平成28年版（2016年）　(8. 運輸及び通信) 8-2. 山陽電鉄 市内各駅月別乗車人員
12. 1 2 3  明石市統計書 令和元年版（2019年）　(8. 運輸及び通信) 8-2. 山陽電鉄 市内各駅月別乗車人員

播磨町統計書
1. 1 2 3  はりま　統計資料編 1985(昭和60年) p.22 －4. 国鉄土山駅年間乗車人員・山陽電鉄本荘駅1日の乗降人員
2. 1 2 3 4 5 6 7 8 9  播磨町統計書 1990年(平成2年) p.26 －4. JR土山駅年間乗車人員・山陽電鉄本荘駅1日の乗降人員
3. 1 2  播磨町統計書 1999年(平成11年) p.27 －4. JR土山駅乗車人員・山陽電鉄播磨町駅1日の乗降人員
4. 1 2 3 4 5 6 7 8 9  『播磨町統計書（平成13年度版）』 兵庫県播磨町企画調整課、平成13年7月発行、p.27
5. 1 2 3 4 5 6  播磨町統計書 2007年(平成19年) p.28 －(9.公園・交通・通信) 3.JR土山駅・山陽電鉄播磨町駅の乗車人数
6. 1 2 3 4 5 6  播磨町統計書 2013年(平成25年) p.25 －(7.公園・交通・通信) 3.JR土山駅・山陽電鉄播磨町駅の乗車人数
7. 1 2 3 4 5  播磨町統計書 2018年(平成30年) p.25 －(7.公園・交通・通信) 3.JR土山駅・山陽電鉄播磨町駅の乗車人数
8. ↑  播磨町統計書 2020年(令和2年) p.25 －(7.公園・交通・通信) 3.JR土山駅・山陽電鉄播磨町駅の乗車人数

加古川市統計書
1. 1 2 3  『加古川市統計書(昭和56年版)』 編集：加古川市総務部総務課(昭和56年10月)、発行：兵庫県加古川市役所(昭和56年12月)、p.96(「資料　山陽電気鉄道株式会社明石管理駅(1日の乗車人員を1年に換算)」と記載あり
2. 1 2 3 4 5  『加古川市統計書(昭和61年版)』 編集：加古川市総務部総務課(昭和61年12月)、発行：兵庫県加古川市役所(昭和62年1月)、p.104(「資料　山陽電気鉄道株式会社明石管理駅　注）1日の乗車人員を1年に換算」と記載あり
3. 1 2 3 4 5  『加古川市統計書(平成3年度版)』 編集：加古川市総務部総務課(平成4年2月)、発行：兵庫県加古川市役所(平成4年3月)、p.106(「資料　山陽電気鉄道株式会社　注）1日の乗車人員を1年に換算」と記載あり
4. 1 2 3 4  『加古川市統計書(平成7年度版)』 編集：加古川市総務部総務課(平成8年2月)、発行：兵庫県加古川市役所(平成8年3月)、p.105
5. 1 2 3 4 5  『加古川市統計書(平成12年度版)』 兵庫県加古川市総務部総務課、平成13年3月発行、p.107
6. 1 2 3 4 5  加古川市統計書 平成17年度版(2005年度)　(10章 運輸及び通信) 10-2. 山陽電鉄駅別乗車人員
7. 1 2 3 4 5  加古川市統計書 平成22年度版(2010年度)　(10章 運輸及び通信) 10-2. 山陽電鉄駅別乗車人員
8. 1 2 3 4  加古川市統計書 平成26年度版(2014年度)　(10章 運輸及び通信) 10-2. 山陽電鉄駅別乗車人員
9. 1 2 3 4 5  加古川市統計書 令和元年度版(2019年度)　(10章 運輸及び通信) 10-2. 山陽電鉄駅別乗車人員

高砂市統計書
1. 1 2 3 4  『高砂市統計書 昭和57年版』 編集：市長公室企画課、発行：高砂市役所(昭和57年7月)、p.56
2. ↑  『高砂市統計書 昭和59年版』 編集：企画部企画課、発行：高砂市役所(昭和59年7月)、p.49
3. 1 2 3 4 5 6  『高砂市統計書 平成元年版』 編集：企画部企画課、発行：高砂市役所(平成元年8月)、p.51
4. 1 2 3 4  『高砂市統計書 平成8年版』 編集：総務部総務課、発行：高砂市役所(平成8年11月)、p.49
5. 1 2 3 4  『高砂市統計書 平成12年版』 高砂市総務部文書課、平成13年2月発行、p.49
6. 1 2 3 4 5 6 7  『高砂市統計書 平成16年版』 高砂市総務部文書課、平成17年2月発行、p.49
7. 1 2 3 4 5 6 7  『高砂市統計書 平成23年版』 高砂市企画総務部総務課、平成24年2月発行、p.47
8. 1 2 3 4 5 6 7  『高砂市統計書 平成30年版』 高砂市企画総務部総務室総務課、平成30年2月発行、p.47
9. ↑  『高砂市統計書 令和元年版』９　運輸・通信

姫路市統計要覧
1. ↑  『姫路市勢要覧 昭和34年版』 姫路市企画室、昭和35年3月31日発行、昭和35年3月25日印刷（有限会社 中山印刷所）、36頁。(資料　山陽電鉄KK。昭和29年7月～12月の集計)
2. ↑  『姫路市勢要覧 1961年版』 姫路市役所、昭和36年5月25日発行、昭和36年5月20日印刷（有限会社中山印刷所）、38頁。(山陽電鉄 K. K. 昭和35年1月～12月の集計)
3. ↑  『姫路市勢要覧 1962年版』 姫路市役所、昭和37年4月15日発行、昭和37年4月10日印刷（有限会社中山印刷所）、38頁。昭和36年1月～12月の集計
4. ↑  『姫路市勢要覧 1963年版』 姫路市役所、昭和38年10月15日発行、昭和38年10月1日印刷（第一印刷株式会社）、42頁。昭和37年1月～12月の集計
5. ↑  『姫路市勢要覧 1964年版』 姫路市企画室 調査統計課、昭和39年11月5日発行、昭和39年10月15日印刷（第一印刷株式会社）、44頁。昭和38年1月～12月の集計
6. ↑  『姫路市勢要覧 1965年版』 姫路市企画室調査統計課、奥付に発行日記載なし（印刷所　有限会社中山印刷）、38頁。昭和39年1月～12月の集計
7. ↑  『姫路市勢要覧 1967年版』 姫路市企画室調査統計課、奥付に発行日記載なし（印刷　内海印刷株式会社）、統計表12頁。
8. 1 2  『姫路市勢要覧 1968年版』 姫路市 企画室 企画課、奥付に発行日記載なし（印刷所　有限会社　中山印刷所）、統計表13頁。
9. ↑  『姫路市勢要覧 1969年版』 姫路市 企画室 企画課、奥付に発行日記載なし（印刷所　山野印刷株式会社）、統計表13頁。
10. ↑  『姫路市勢要覧 1970年版』 姫路市 企画室 企画課、奥付に発行日記載なし（印刷所　大日本印刷株式会社）、統計表15頁。
11. ↑  『姫路市勢要覧 1971年版』 姫路市企画室企画課、奥付に発行日記載なし（印刷　岸本印刷株式会社）、統計表14頁。
12. ↑  『姫路市勢要覧 1972年版』 姫路市企画室企画課、奥付に発行日記載なし（印刷所　凸版印刷株式会社）、統計表13頁。
13. 1 2  『姫路市統計要覧 昭和49年版』 姫路市企画室企画課、昭和49年8月1日発行（印刷所　小野高速印刷株式会社）、73頁。
14. ↑  『姫路市統計要覧 昭和50年版』 姫路市企画室企画課、昭和50年9月1日発行（印刷所　小野高速印刷株式会社）、71頁。
15. ↑  『姫路市統計要覧 昭和51年版』 姫路市企画室企画課、昭和51年9月1日発行（印刷所　小野高速印刷株式会社）、71頁。
16. ↑  『姫路市統計要覧 昭和52年版』 姫路市企画室企画課、昭和52年10月1日発行（印刷所　小野高速印刷株式会社）、71頁。
17. 1 2  『姫路市統計要覧 昭和54年版』 姫路市理財局企画財政部企画課、昭和54年12月1日発行（印刷所　高橋総合印刷株式会社）、p.80
18. 1 2 3 4 5  『姫路市統計要覧 昭和59年版』 姫路市企画局調整課、昭和60年3月発行、p.148, p.150
19. 1 2 3 4  『姫路市統計要覧 昭和63年版』 姫路市企画局総合企画室、平成元年3月発行、p.106(「注）定期乗車人員算定方法について、59年度までは交通量調査の資料を基礎としていたが、60年度からは、実績を採用している。」との記載あり）
20. 1 2 3 4 5  『姫路市統計要覧 平成5年版』 姫路市総務局総務部情報管理課、平成6年3月発行、pp.102-103
21. 1 2 3 4 5  姫路市統計要覧 - 平成10年（1998年）版 10.運輸・通信
22. 1 2 3 4 5  姫路市統計要覧 - 平成15年（2003年）版 10.運輸・通信
23. 1 2 3 4 5  姫路市統計要覧 - 平成20年（2008年）版 10.運輸・通信
24. 1 2 3 4 5  姫路市統計要覧 - 平成25年（2013年）版 10.運輸・通信
25. 1 2 3 4 5  姫路市統計要覧 - 平成30年（2018年）版 10.運輸・通信
26. ↑  姫路市統計要覧 - 令和元年（2019年）版 10.運輸・通信
27. 1 2 3 4  姫路市統計要覧 - 令和5年（2023年）版 10.運輸・通信